# Smeringopus lesnei
Smeringopus lesnei är en spindelart som beskrevs av Roger de Lessert 1936. Smeringopus lesnei ingår i släktet Smeringopus och familjen dallerspindlar. Inga underarter finns listade i Catalogue of Life.